# Čachtický hradný vrch
Čachtický hradní vrch je zrušená národní přírodní rezervace na Slovensku, v pohoří Malé Karpaty, v podcelku Čachtické Karpaty. Nacházela se v katastrálním území obcí Višňové a Čachtice v okrese Nové Mesto nad Váhom v Trenčínském kraji. Vyhlášená byla v roce 1964 (s novelizací z roku 1993) s rozlohou 56,17 hektaru. Národní přírodní rezervace byla k 1. červnu 2021 zrušena a nahrazena chráněným areálem Čachtické Karpaty.

## Předmět ochrany
Předmětem ochrany byla severní část pohoří – hradní vrch se zříceninou hradu Čachtice. Geologický podklad je mezozoický, vyskytují se zde povrchové i podzemní krasové formy, vzácná lesostepní vegetace (středozemní a xerotermní druhy) a rovněž se zde vyskytují vzácné druhy hmyzu. Rezervace byla součástí chráněné krajinné oblasti Malé Karpaty.